# Гренландія
Гренла́ндія (гренл. Kalaallit Nunaat, МФА: [kaˈlaːɬit ˈnunaːt]; дан. Grønland, досл. «зелена країна») — автономна установча країна в складі Королівства Данія і найбільший острів планети, що розташований між Північно-Льодовитим та Атлантичним океаном, на схід від Канадського Арктичного архіпелагу. Близько 80 % площі Гренландії вкрито другим на планеті за розміром і єдиним поза межами Антарктиди постійним льодовиковим щитом. Географічно є частиною Північної Америки, проте понад тисячоліття Гренландія підтримує тісні політичні, культурні та економічні зв'язки з Європою (особливо з Норвегією та Данією, які в минулому були колоніальними державами, а також із сусідньою Ісландією). Гренландія — найменш густонаселена країна світу з кількістю мешканців у 55992 особи (2019). Під час референдуму 2008 року на підтримку розширення автономії висловилися 75 % мешканців, що взяли участь у голосуванні. Згідно з результатами референдуму, Гренландія набула більшої незалежності у внутрішній політиці, залишивши Данії сферу зовнішньої політики та оборони.
Заселення Гренландії розпочалось чотири з половиною тисячі років тому арктичними народами, що мігрували сюди з території сучасної Канади. З X ст. нормани почали заселяти безлюдну південну частину острова, а Інуїти прийшли сюди в XIII ст.. Норманські колонії зникли наприкінці XV ст.. На початку XVIII ст. контакти між скандинавами та Гренландією відновилися, і Данія встановила свій суверенітет над островом.
Гренландія стала Данською колонією в 1814 році, а після прийняття в Данії Конституції 1953 року — частиною Співдружності Королівства. В 1973 Гренландія як частина Данії ввійшла до Європейської Економічної спільноти. Проте, на референдумі 1983 року більшість населення проголосувала за вихід Гренландії з ЄЕС і через два роки, в 1985, Гренландія залишила ЄЕС. В 1979 році Данія надала Гренландії самоврядування, а у 2008 році гренландці проголосували за Закон про самоуправління, який передав велику кількість повноважень від данського королівського уряду місцевому гренландському уряду. Закон про самоуправління, який набрав чинності 21 червня 2009 року, забезпечує місцевій владі законодавчу та адміністративну відповідальність у значному колі областей, які впливають на повсякденне життя гренландських громадян, зокрема: здійснення правосуддя, включаючи створення судів загальної юрисдикції; поліції; використання мінеральних ресурсів; прикордонний контроль; робоче середовище; а також фінансового регулювання і нагляду.[невдало сформульовано] Згідно з Конституцією Данії та задля єдності Королівства, відповідальність не може бути передана за: Конституцію; громадянство; Верховний суд; закордонні справи; оборону та безпекову політику[невдало сформульовано] Окрім цього Данія зберігає за собою питання обмінного курсу та кредитно-грошової політики, а також надає щорічну субсидію у розмірі 3,4 млрд данських крон та планує її поступове зменшення за зростання доходів Гренландії від освоєння природних ресурсів.

## Етимологія
Назву Гренландія дали цій країні ранні скандинавські поселенці. В ісландських сагах говориться, що ісландець норвезького походження Ерік Рудий був вигнаний з Ісландії за вбивство. Разом зі своєю великою сім'єю та треллами (рабами) він відправився на човнах дослідити крижану землю, яка, як відомо, лежала на північному заході. Після того, як Ерік знайшов землю, придатну для життя на півночі, він назвав її Grœnland (від grœn («зелений») + land («земля»), в надії, що така приємна назва привабить поселенців. Ще одна версія стверджує, що нову землю назвали Гренландією через те, що відкритий південний низинний берег острова був вкритий пишною зеленою травою та мохом.
Назва країни гренландською мовою — Калаалліт Нунаат («земля калааллітів»). Калааліт — самоназва корінного гренландського інуїтського населення, яке мешкає на західному березі.

## Історія

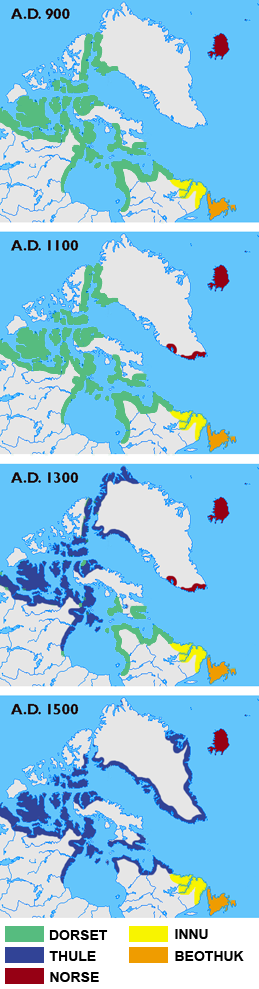

### Ранні палеоескімоські культури
В античності Гренландія була домівкою для декількох послідовних палеоескімоських культур, відомих насамперед завдяки археологічним знахідкам. Проникнення найраніших палеоескімоських культур на територію Гренландії відбулось, як вважають дослідники близько 2500 р. до н. е. Від близько 2500 р. до н. е. до близько 800 р. до н. е. південно-західну Гренландію населяли представники культури Саккак. Більшість знахідок цього періоду було знайдено навколо затоки Діско. Між 2400 і 1300 рр. до н. е. в північній Гренландії існувала культура Індепенденс І, яка була частиною Арктичної традиції дрібних знарядь (англ. Arctic small tool tradition). Почали з'являтися перші стоянки, такі як Дельтатеррасен.
Близько 800 р. до. н. е. культура Саккак зникає і виникає рання Дорсетська культура в західній Гренландії та культура Індепенденс ІІ — в північній. Культура Дорсет була першою культурою яка поширилась на всі прибережні райони Гренландії, як на західному, так і східному узбережжі і проіснувала до поширення культури Туле в 1500 р. н. е. Населення культури Дорсет жило в основному з полювання на китів. Люди культури Туле є предками сучасного інуїтського населення Гренландії. Вони почали мігрувати з Аляски близько 1000 року, а досягнули Гренландії близько 1300 року. Культура Туле вперше на території Гренландії почала застосовувати такі новації як собачі запряги (нарти) та гарпуни нового типу.

### Скандинавське заселення

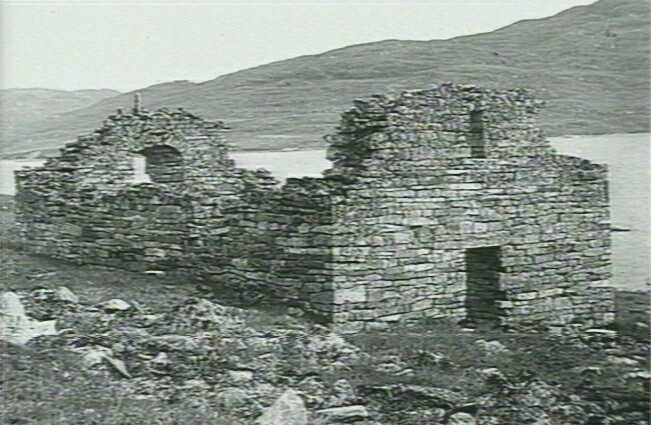

Вперше виявив острів ісландський моряк Гуннбйорн близько 875 року, але він не сходив на берег. Острів відкрив близько 982 року Ерік Рудий, який заснував колонії на західному березі незабаром після того, як туди переселилися ескімоси з арктичної частини Північної Америки. Християнство було запроваджене вікінгами близько 1000 року.
Після 989 року на західному узбережжі Гренландії оселились ісландці та норвежці у двох поселеннях у фйордах на крайній південно-західній точці острова. Вони співіснували на острові із представниками пізньої дорсетської культури, які займали території північної та західної частин острова, а потім — з культурою Туле, що прийшла з півночі. Скандинавські гренландці були підкорені норвезьким правлінням у XIII ст. Згодом королівство Норвегія вступило в персональну унію з Данією в 1380 році, і після 1397 року Гренландія стала частиною кальмарської унії (яка об'єднала три скандинавські королівства: Данію, Норвегію і Швецію з залежними територіями — Фінляндією, Ісландією і Гренландією під егідою Данії).
Поселення, такі як Браттаглід (маєток і резиденція Еріка Рудого), процвітали протягом століть, але почали зникати у XV ст. Це пов'язують зі змінами в кліматі, а саме з початком малого льодовикового періоду. Крім деяких рунічних написів, немає сучасних записів до цих подій або інших писемних пам'яток. Ісландські саги що розповідають про життя в Гренландії були складені в тринадцятому й більш пізніх століттях, а тому не є основними джерелами з історії Гренландії раніших періодів. Через це сучасне розуміння життя в ті часи залежить від інших даних. Наприклад, крижані керни, що взяті з льодового щита містять лід, який формувався протягом багатьох років. Їх властивості можуть бути використані для відтворення інформації про зміни клімату за допомогою ізотопного аналізу. Таким чином можна вивчити зміни атмосферних умов. Велике значення має також дослідження скам'янілостей. Ці дані дають змогу стверджувати, що між 800 і 1300 роками регіони південної Гренландії довкола фйордів переживали період доволі м'якого клімату. Температури були на декілька градусів вищими ніж зазвичай у Північній Атлантиці, росли дерева та трав'янисті рослини. Ячмінь вирощувався приблизно до 70 паралелі, також вирощувались свійські тварини. Проте Гренландія переживала драматичні зміни клімату. Так, ісландський рукопис Ланднамабок містить дані про голод у Гренландії, спричинений суттєвими змінами клімату. Згідно з рукописом «старих і немічних було вбито та кинуто за скелі».
Ці ісландські поселення зникли протягом 14 і 15 століть, ймовірно, у результаті голоду та збільшення конфліктів з корінним населенням. Зникнення поселень збігається зі зниженням зимових і літніх температур — вивчення сезонних температурних коливань Північної Атлантики показало значне зниження максимальних літніх температур починаючи з кінця XIII ст. — початку XIV ст.. Також дослідження показали, що найнижчі зимові температури за останні 2000 років мали місце на зламі XIV та XV століть. Східні поселення, найімовірніше, були занедбані від початку до середини XV ст., протягом цього холодного періоду. Стан людських кісток цього періоду показує, що норвезьке населення недоїдало, ймовірно, через ерозію ґрунту в результаті знищення скандинавами природної рослинності в ході ведення сільського господарства, вирізання дерну, заготівлі деревини, пандемії чуми, зниження температур в ході Малого льодовикового періоду та збройних сутичок з інуїтами.

### 1500—1814
В 1500 році король Португалії Мануель I вислав Гашпара Кортиріала до Гренландії для пошуків Північно-західного проходу в Азію, який, згідно з Тордесільяським договором, належав до сфери впливу Португалії. У 1501 Гашпар Кортиріал повернувся зі своїм братом Мігелем Кортиріалом. Море замерзло, і, повернувши на південь, вони прибули до Лабрадору та Ньюфаундленду. Після повернення братів до Португалії картографічні дані додали до нової мапи світу, яка була представлена Ерколе I д'Есте, герцогу Феррари в 1502 році Альбертом Кантіною. Планісфера, розроблена Кантіною в Лісабоні, дуже точно зображає південне узбережжя Гренландії.
В 1605—1607 роках король Данії Кристіан IV спорядив серію експедицій, щоб знайти старі покинуті норвезькі селища та встановити над Гренландією данський суверенітет. Експедиції були в основному безуспішними, почасти через лідерів, яким не вистачало досвіду подорожей за суворих арктичних умов, а почасти тому, що керівництву експедиції були дані інструкції знайти поселення на східному узбережжі Гренландії (північніше мису Фарвел), яке було практично недоступним через кригу, що дрейфує на південь. Керівником цих експедицій був англійський дослідник Джеймс Голл.

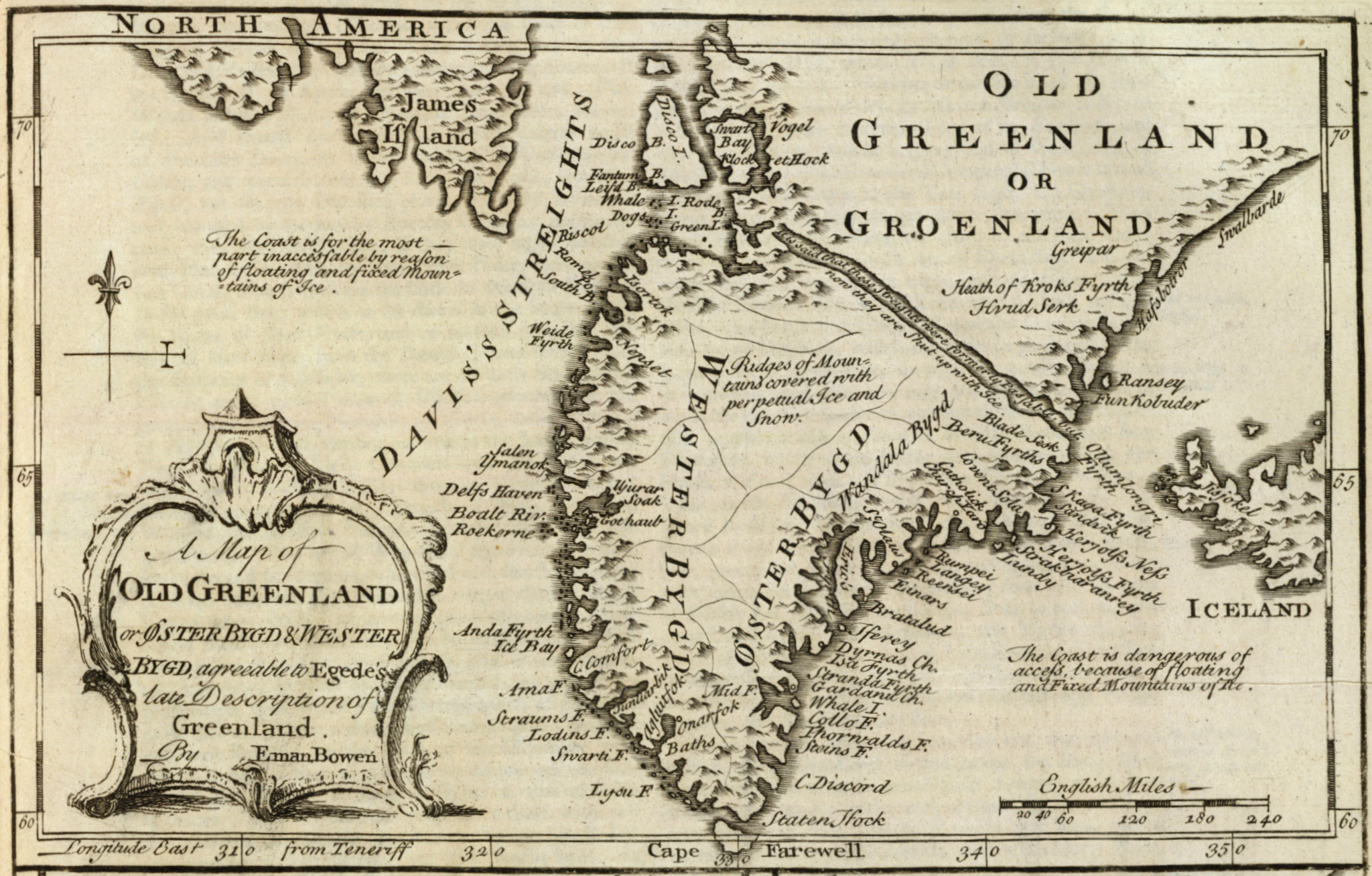
Карта 1747 року

Гренландія з 1775 року була данською колонією.

### XX—XXI століття
1953 року острів оголошено частиною території Данського Королівства. У квітні 1941 року посланець Данії у Вашингтоні підписав з американським урядом так звану «Угоду про оборону Гренландії», після чого США почали розміщувати на території острова військові бази. З початком холодної війни в США розвинувся геополітичний інтерес до Гренландії, тому 1946 року Сполучені Штати запропонували Данії продати острів за $100 млн, однак відповіді не отримали. Після вступу Данії до НАТО між Копенгагеном і Вашингтоном у квітні 1951 року підписано нову угоду, за якою Данія та США здійснюють спільну оборону Гренландії.
З 1978 року Гренландія отримала право самостійно керувати внутрішніми справами, проте міжнародна й оборонна політика, а також законотворчість залишалися за Данією. Референдум 1979 року гарантував повне внутрішнє самоврядування з 1981 року, а з 1982 року Гренландія вийшла зі складу ЄЕС, до якої належала з 1972 року.

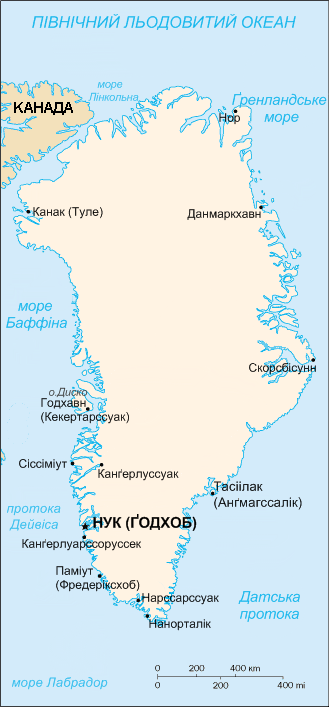
Мапа Гренландії.

У 2006 році уряд Данії та влада Гренландії оголосили, що було досягнуто домовленості про введення на території Гренландії з 2011 року власних грошових знаків, які були б різновидом данської крони. Передбачалося, що гренландська крона не буде самостійною валютою, а буде прив'язана до данської крони.
Референдум 25 листопада 2008 року про посилення автономії острова отримав понад 75 % голосів «так». Це дало острову можливість самостійно керувати розробкою надр і морських ресурсів, самостійно ділити прибуток від їхнього продажу. Крім того, розширена автономія дала владі острова можливість самостійно розв'язувати питання судової системи та правопорядку, а також, до певної міри, контролювати зовнішню політику. Наразі повноваження місцевої влади поширюються лише на системи охорони здоров'я, шкільної освіти та соціального обслуговування населення.
Данський парламент 19 травня 2009 року переважною більшістю голосів ухвалив закон про розширену автономію Гренландії, затвердивши результат референдуму, проведеного на острові в листопаді 2008 року. Новий режим, що вводиться в результаті переговорів з Данією, зокрема, надає гренландцям право самостійно розпоряджатися власними природними ресурсами — родовищами нафти та природного газу, золота й алмазів, урану, цинку та свинцю.

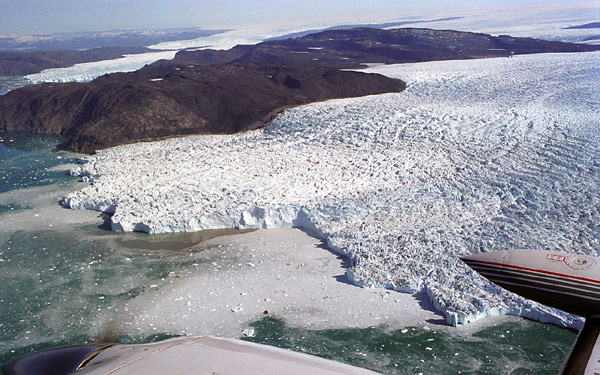
Вид на льодовик

21 червня 2009 року Гренландія проголосила самоврядування за наслідками референдуму, проведеного в листопаді 2008 року. Новий правовий порядок Гренландії означає перехід поліції та судів під юрисдикцію місцевого уряду. Гренландська мова (калааллісут) стає офіційною, а громадяни країни кваліфікуватимуться міжнародним правом як окремий народ. Водночас питаннями оборони та зовнішньої політики як і раніше опікуватиметься офіційний Копенгаген.
Під час голосування в середині жовтня 2009 року Гренландія вирішила поки не вводити власні грошові знаки.

## Політичний устрій

Гренландія на карті Королівства Данія

Автономна частина королівства Данія. Монарха Данії представляє верховний комісар.
Представницький орган — ландстинг (дан. Landstinget, грен. Inatsisartut), що складається з 31 члена, обирається на 5-річний термін. Виконавчий орган — земельне правління (дан. Landsstyret, грен. Naalakkersuisut) (до 1979 року — земельна рада (landsråd)) на чолі з земельним ватажком (landshøvding), складається з голови земельного правління (дан. Landsstyreformand, грен. Naalakkersuisut siulittaasuat) та членів (дан. Landsstyremedlemmer), обирається ландстингом на основі представництва в ньому партій. Прем'єр-міністр — зазвичай, лідер партії, що має найбільшу кількість місць у парламенті.

### Політичні партії
Ліві
- Інуїт атакватігііт («Братство інуїтів») — демократична соціалістична
- Народна партія — екосоціалістична

Лівий центр
- Сиумут («Вперед») — соціал-демократична

Центр
- Демокраатіт («Демократи») — ліберальна

Правий центр
- Атассут («Згуртованість») — консервативна

### Питання щодо зміни приналежності
1867 року Держдепартамент США вивчав можливість придбання острова в королівства Данії на умовах подібних до придбання Аляски. Перша спроба США придбати Гренландію була після Другої світової війни, коли президент Гаррі Трумен пропонував Данії за острів $100 млн, але отримав відмову.
16 серпня 2019 року президент США Трамп висловив бажання провести консультації щодо можливої купівлі Гренландії. Королівська сім'я Данії не відкинула можливості продажу, заявивши, що питання мають обговорювати самі жителі острова, однак уряд Данії та самої Гренландії відмовили Трампу. Данські політики різних переконань висловилися щодо пропозиції Трампа дуже негативно. Згодом Трамп скасував запланований візит до Данії, і стало відомо, що за право володіння островом Трамп планував платити 600 млн $ на рік. Протягом якого терміну планувалось проводити виплати, він не уточнив.
23 грудня 2024 року обраний на новий президентський термін Дональд Трамп знову заявив, що вважає «абсолютно необхідним» встановити контроль над Гренландією. У відповідь на цю заяву, як повідомила британська компанія суспільного телерадіомовлення ВВС News, Уряд Данії вирішив різко збільшити витрати на оборону Гренландії. Одначе як показують останні соціологічні опитування громадської думки проведені в кінці січня 2025 року, близько 85 % гренландців не хочуть, аби їхній арктичний острів став частиною США. Також майже половина жителів Гренландії вважають що інтерес президента США Дональда Трампа до цієї території є загрозою. Також опитування показало, що лише 6 % гренландців хочуть, аби їхній острів став частиною США, а ще 9 % не визначилися щодо цього питання.

## Адміністративний поділ
В адміністративному плані Гренландія поділена на п'ять комун (муніципалітетів) (Куяллек, Каасуїтсуп, Кекката, Сермерсоок та Аваната) та дві невключені території (Гренландський національний парк й Авіабаза Туле).

## Населення
Більша частина території острова складається з льодовикового покриву, на якому неможливо жити. Майже всі гренландці (понад 90 %) проживають уздовж фйордів на південно-західному узбережжі головного острова, адже саме ця територія характеризується відносно м'яким кліматом. Там і розташовані найбільші населені пункти, зокрема міста Нуук, Какорток, Сісіміут, Манітсок.

### Демографічні показники

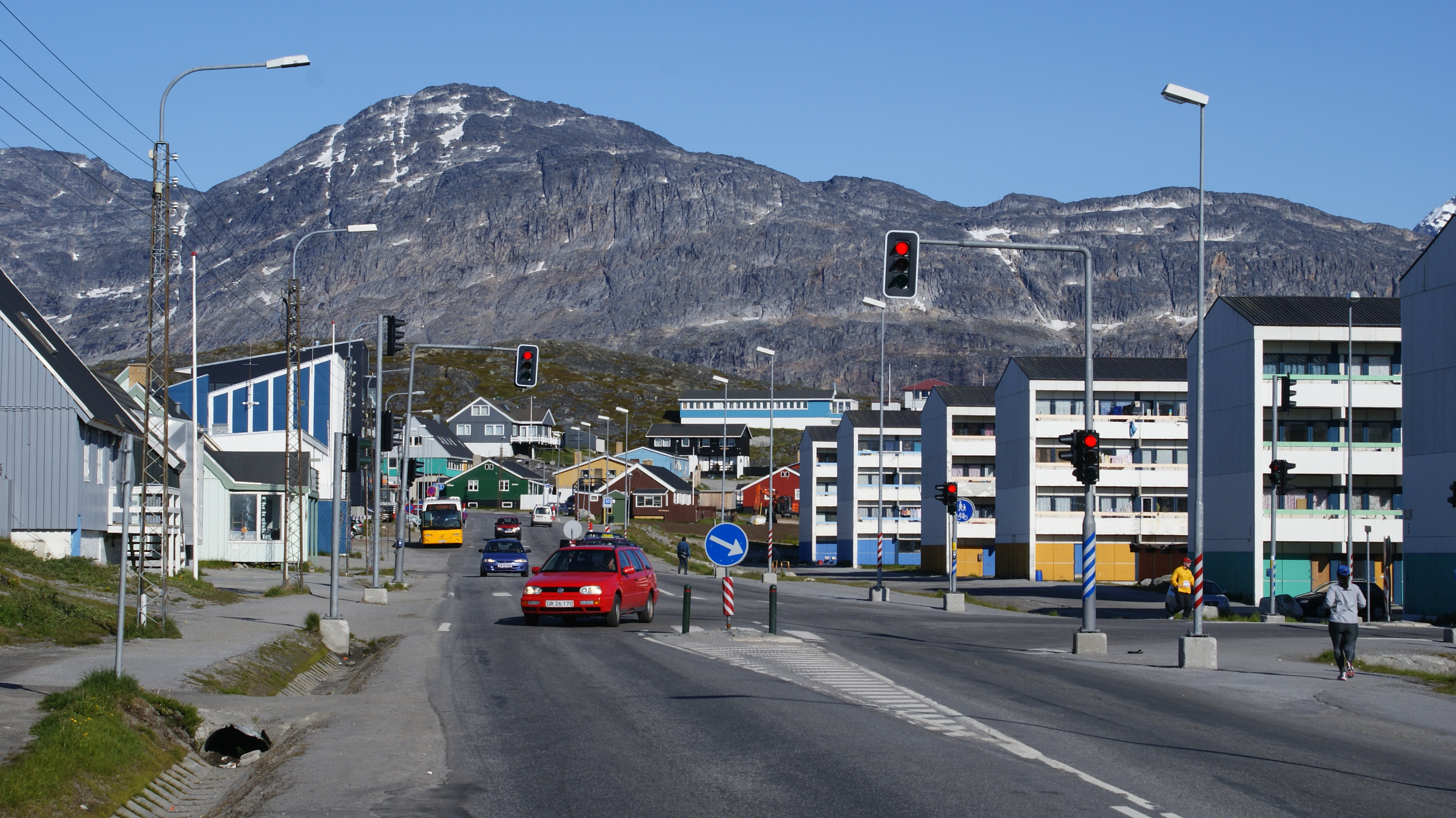
Нуук, столиця Гренландії, центральна частина

Станом на січень 2013 року в Гренландії мешкало 56 370 осіб, з яких 70 % є гренландськими інуїтами (самоназва — калаалліт (kalaallit, в одн. kalaaleq)), зокрема й змішаного інуїтсько-данського походження. Решта 22 % належать до європейського походження, здебільшого до гренландських данців. Кілька тисяч гренландських інуїтів (жителі Данії, які мають гренландське походження) проживають в Ютландії. Велика частка населення — лютерани. Більш як 17 тис. осіб проживає в Нууці — столиці території. До населення не включено персонал воєнних баз США, 2-4 тис. осіб.
Після Другої світової війни внаслідок зниження смертності до 8 на 1000 мешканців і різкого підвищення народжуваності до 50 на 1000 жителів, спостерігалося швидке зростання населення (у 1945 році в Гренландії проживало 21 тис. осіб, а в 1970 — 47 тис. осіб).
У 2010 році народжуваність становила в середньому 14,68 на 1000, смертність — 8,05 на 1000, а емігрували з Гренландії 5,99 жителя з 1000. У результаті річний приріст населення становить 0,06 %.

### Мови
У Гренландії з 1 липня 2009 року єдиною офіційною мовою є гренландська (одна з ескімоських мов). Раніше другою офіційною мовою була данська. Основна релігія — християнство (лютеранство).
І гренландська (ескімоська), і данська (скандинавська, або північногерманська) мови були державними з моменту встановлення самостійного правління в 1979 році; більшість населення може говорити обома мовами. Гренландська мова стала єдиною офіційною мовою країни в червні 2009 року. На практиці данська мова, як і раніше, широко використовується в адміністрації та вищій освіті, а також залишається першою чи єдиною мовою для деяких данських іммігрантів у Нууці та інших великих містах. Дискусія про роль гренландської та данської мов у майбутньому країни триває. Орфографію гренландської мови було створено в 1851 році та переглянуто в 1973 році. Країна має стовідсотковий рівень грамотності.
Kalaallisut — це гренландський діалект Західної Гренландії, яким говорить найбільш густонаселений район острова. Це призвело до фактичного статусу діалекту як офіційної «гренландської» мови, хоча північним діалектом Inuktun, як і раніше, говорить приблизно 1000 мешканців Каанааку, а на східним діалектом Tunumiit — близько 3000. Кожен із цих діалектів майже незрозумілий для інших і розглядається деякими лінгвістами як окремі мови. Звіт ЮНЕСКО назвав інші діалекти, які перебувають під загрозою зникнення, і нині вживаються заходи для захисту східногренландських діалектів.
Англійська мова є ще однією важливою мовою для Гренландії. Її викладають у школах із першого класу. Багато мешканців Гренландії володіють англійською мовою як третьою.

### Релігія
Кочівники інуїти були традиційними шаманами. Вони мали добре розвинену міфологію, яка в першу чергу стосувалася умиротворення мстивої та безпристрасної морської богині, яка контролювала успіх полювання на тюленів і китів.

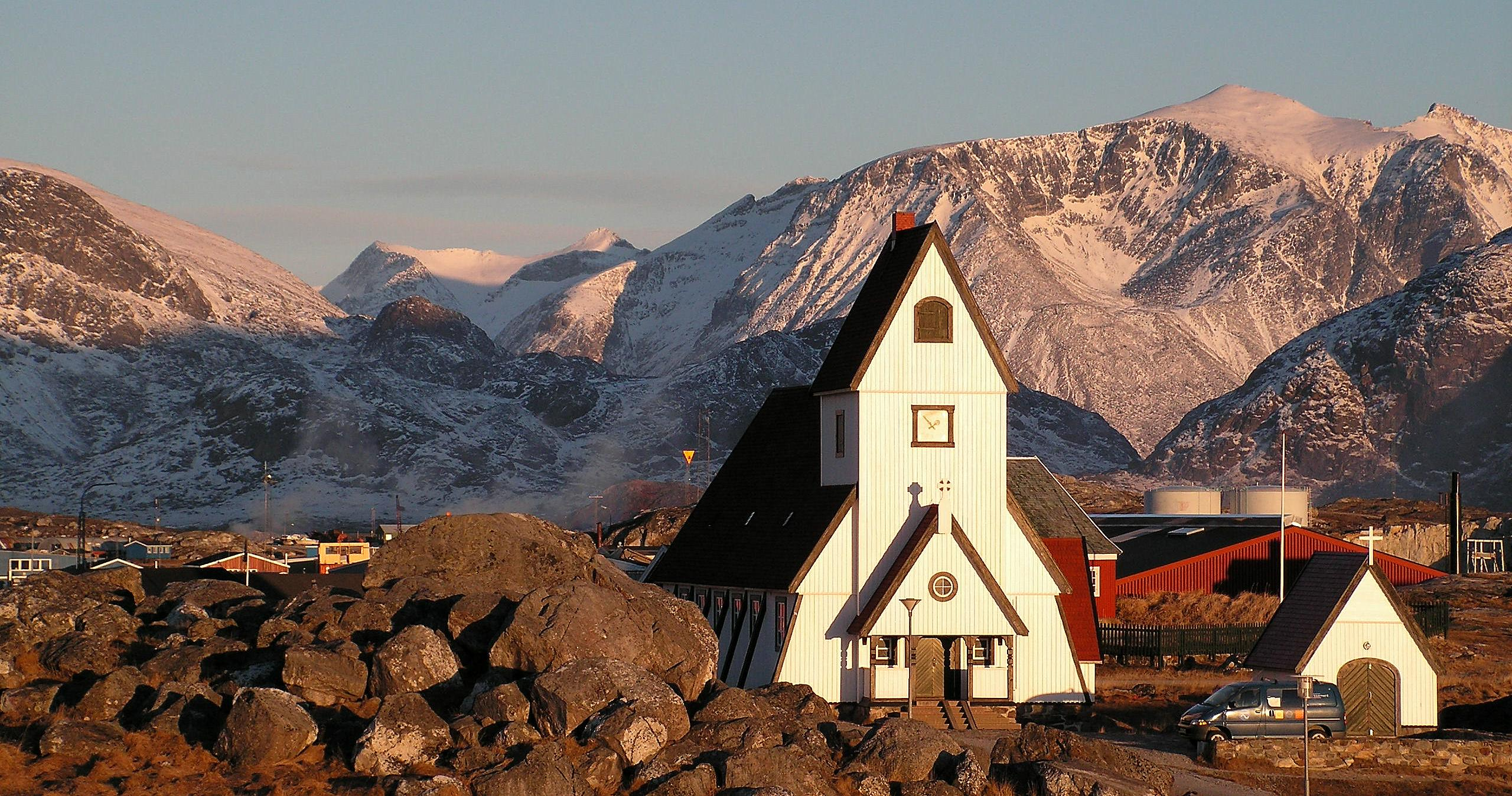
Більшість гренландських сіл, у тому числі Нанотералік, мають свою власну церкву.

Перші норвезькі колоністи поклонялися норвезьким богам, але син Еріка Рудого Лейф Еріксон був охрещений королем Олафом I в поїздці до Норвегії в 999 році. Він відправив місіонерів назад до Гренландії. Вони швидко встановили шістнадцять парафій, кілька монастирів та єпископство в Garðar.
Основними фігурами в християнізації Гренландії були Ганс і Поул Егед і Маттіас Стах. Новий Завіт був перекладений по частинах з часу найпершого поселення на острові Кангек, але перший переклад всієї Біблії не був завершений до 1900 року. Покращений переклад з використанням сучасної орфографії був завершений в 2000 році.
Сьогодні основна релігія країни — протестантське християнство, представлена в основному данською церквою, яка орієнтована на лютеран. Хоча в Гренландії немає офіційних даних перепису про релігію, єпископ країни Софі Петерсен вважає, що 85 % гренландського населення є членами її конгрегації. Данська церква — це встановлена церква через Конституцію Данії:
|                               | Євангелічно-лютеранська церква повинна бути заснована церквою Данії і, як така, підтримуватися державою. |
| — Розділ IV Конституції Данії | |

Це стосується всього Королівства Данії, за винятком Фарерських островів, оскільки церква Фарерських островів стала незалежною у 2007 році.

## Економіка

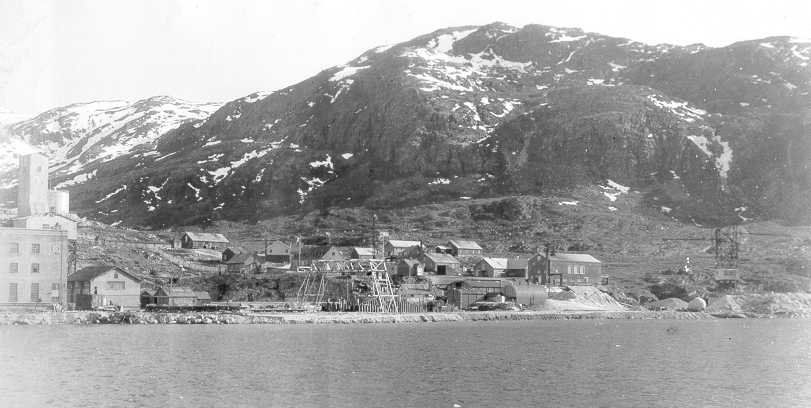
Родовище кріоліту в Івгтуті. Літо 1940 року

Економічне життя зосереджене на вузькій, вільній від материкового льоду прибережній смузі, що займає близько 15 % загальної площі Гренландії, головним чином на південному заході острова.
Основними статтями експорту є морепродукти — 85 %, перш за все перероблені креветки, за виробництвом яких Гренландія займає провідне місце у світі. Експорт цинкової та свинцевої руд становив до 12 % від загального обсягу, однак на початку XXI ст. видобуток рудних і нерудних корисних копалин практично зупинили.

### Транспорт

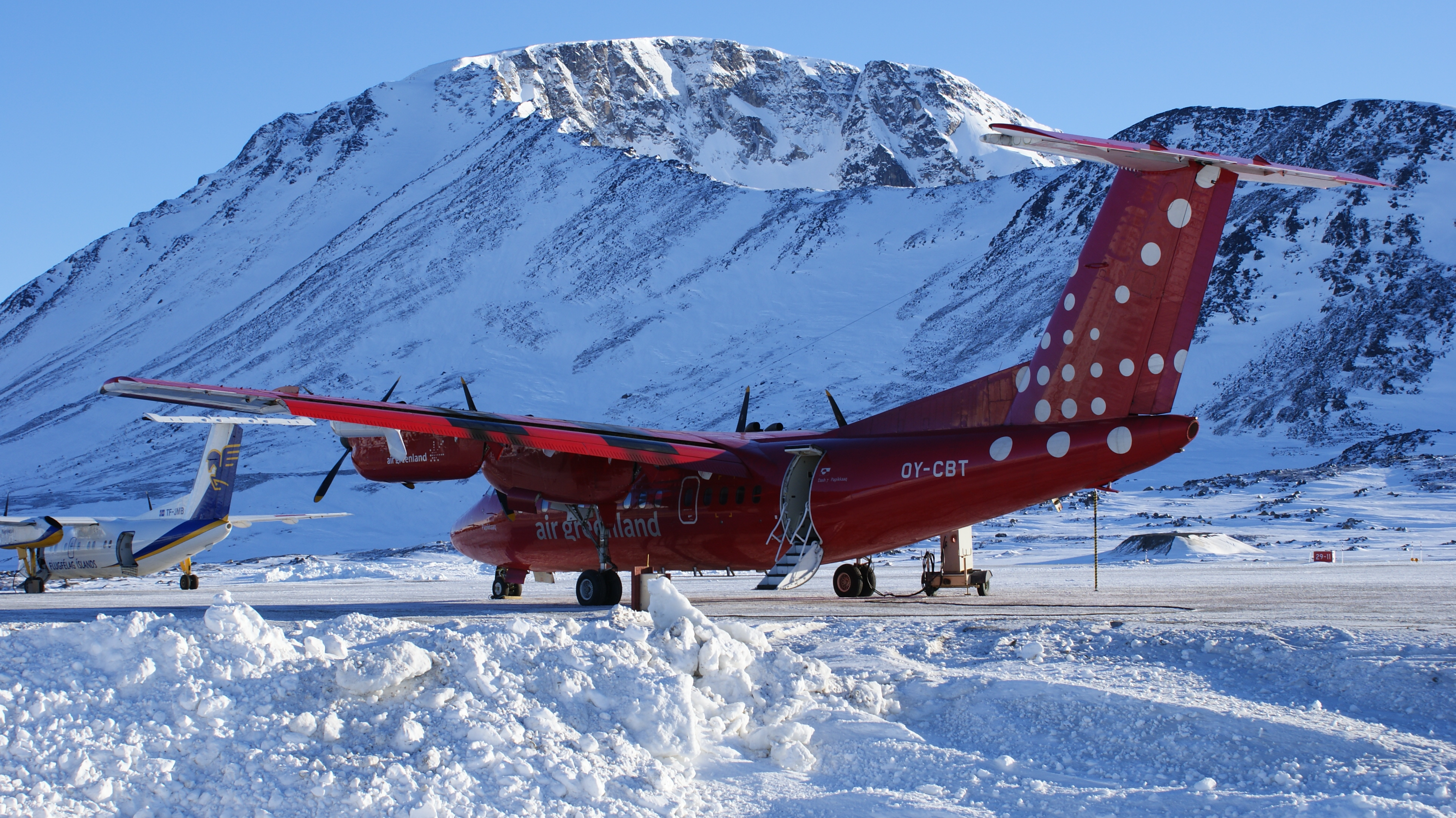
Літак De Havilland Canada Dash 7 авіакомпанії Air Greenland

Дорожня мережа в Гренландії практично відсутня, через що рух на автомобілі можливий тільки в межах одного населеного пункту і його околиць. Відсутність мережі автодоріг пов'язана з особливостями рельєфу та клімату, а також віддаленістю населених пунктів один від одного. Між сусідніми населеними пунктами можливе пересування на собачих упряжках і снігоходах. Залізниць на острові немає.
Розвинені повітряні перевезення, завдяки яким забезпечується сполучення між основними поселеннями. До найбільших аеропортів належать Кангерлуссуак, Нарсарсуак, Нук, з яких тільки перший здатний приймати великі авіалайнери. Місцеве авіасполучення здійснюється авіакомпанією Air Greenland, вона ж забезпечує зв'язок острова зі столицею Данії — Копенгагеном. Існує регулярне авіасполучення з Ісландією (авіакомпанія Air Iceland), також є плани з організації перельотів між Гренландією та Канадою. В країні розвинене морське судноплавство.

## Час у Гренландії
Територія Гренландії розташовується в чотирьох часових поясах: UTC-4, UTC-3, UTC-1 і UT+0. Також велика частина Гренландії (за винятком півострова Хейс; Данмарксхавна, Іттоккортоорміута і прилеглих до них територій) влітку опиняється в Середньоатлантичному часі (UTC-2).

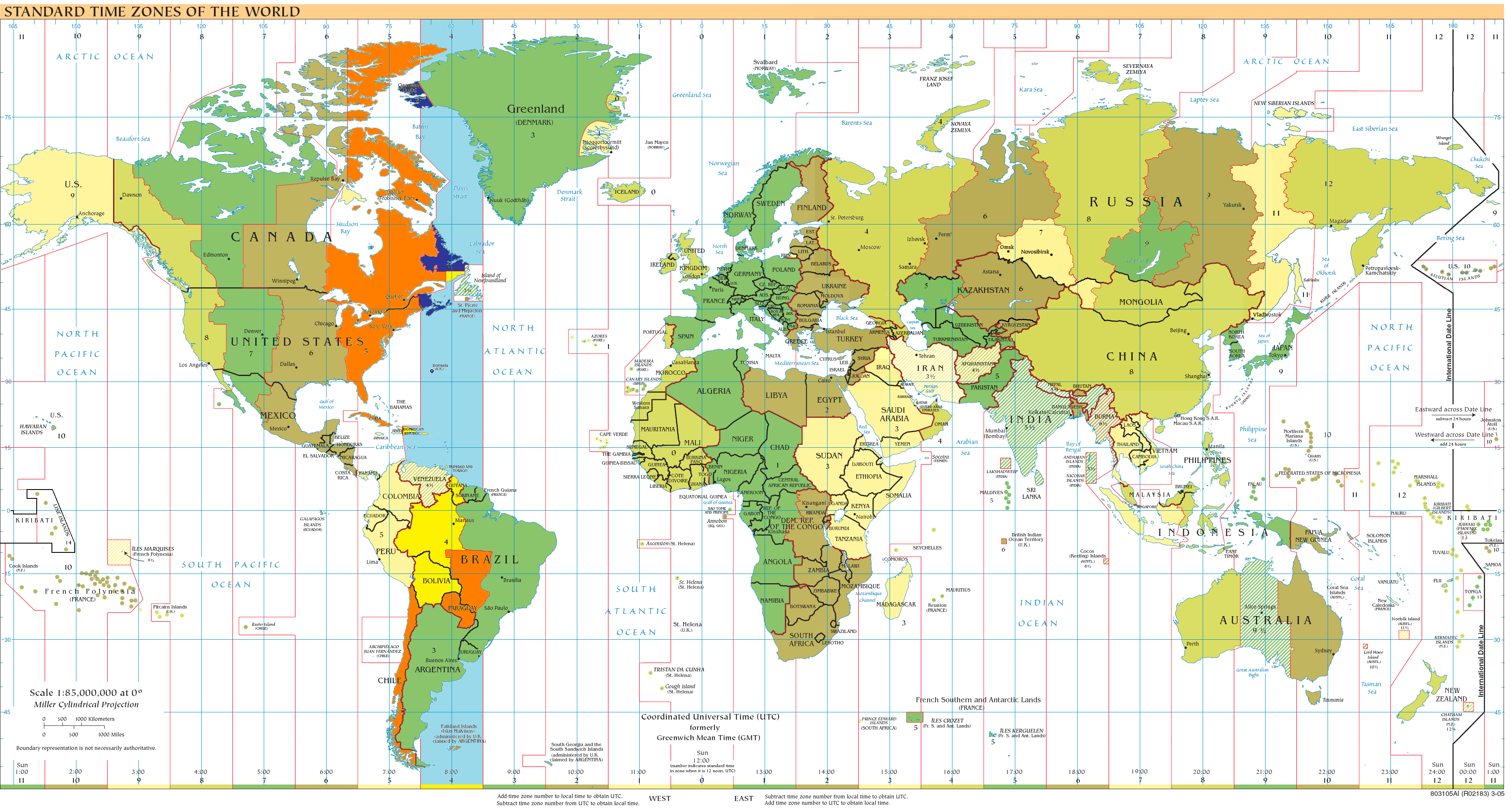
UTC-4 на карті годинних поясів світу: синім — зона UTC-4 взимку (листопад-березнь) в Північній півкулі (влітку (квітень-жовтень) — UTC-3); блакитним— зона UTC-4 в океанах;
яскраво-жовтим — зона UTC-4 цілий рік; помаранчевим — зона UTC-4 влітку (квітень-жовтень) в Північній півкулі (взимку (листопад-березень) — UTC-5) та зона UTC-4 взимку (квітень-жовтень) в Південній півкулі (влітку (листопад-квітень) — UTC-3)

#### Частина, розташована в часовому поясі UTC-4
- Взимку:
  - Каасуїтсуп:
    - Півострів Хейс

#### Частина, розташована в часовому поясі UTC-3
- Взимку:
  - Велика частина (за винятком півострова Хейс; Данмарксхавна, Іттоккортоорміута і прилеглих до них територій)
- Влітку:
  - Каасуїтсуп:
    - Півострів Хейс

#### Частина, розташована в часовому поясі UTC-1
- Взимку:
  - Сермерсоок:
    - Іттоккортоорміута та прилеглі території

#### Частина, розташована в часовому поясі UTC + 0
- Протягом усього року:
  - Гренландський національний парк:
    - Данмарксхавн
- Влітку:
  - Сермерсоок:
    - Іттоккортоорміута та прилеглі території